# Roberto Brambilla
Roberto Brambilla (né le 30 octobre 1975) est un compositeur italien de musique classique contemporaine.

## Biographie
Brambilla est né à Livourne, en Italie, et a étudié la musique au Conservatoire Giuseppe-Verdi de Milan avec Alessandro Solbiati. Il a amélioré ses études dans différentes masterclass internationales données par Sir Peter Maxwell Davies, Alessandro Melchiorre, Alessandro Solbiati et Alvise Vidolin. Ses travaux ont été exécutés dans des festivals notables en Italie,,,,,, Autriche, Belgique, Bulgarie, Canada, Danemark, Estonie, France, Allemagne, Grèce, Angleterre, Pays-Bas Hollande, la Pologne, le Portugal, l'Espagne, la Suisse et les États-Unis par des artistes importants,,,,, et sont diffusés sur RAI et dans de nombreuses autres radios. Il est publié par BAM International, TEM et Warner/Chappell music.

## Distinctions

### Récompenses
- Prix Mario Nascimbene 2004 [10]
- 2014 PAS international

### Honneurs
- Chevalerie Ordre du Mérite de la République italienne (2019) pour ses mérites artistiques [17]

## Travaux
Les œuvres sélectionnées comprennent :
- Cardinal Events pour Si  clarinette (2006)
- Ipnagogico [13] pour ensemble (2006)
- Toy Box [8] pour violon (2008)
- Paesaggi contaminati [7] pour piano à quatre mains, musique électronique et le tableau "Paesaggi contaminati" d'Emanuele Gregolin (2017)
- Déjà entendu pour piano (2013)
- Collector et Medicus pour chœur (2014)
- Singer’s Murder [3] pour percussion (2013)
- Una ripresa dal castello pour flûte - Flûte basse et violoncelle (2007)
- Haurietis Aquas [18],[19] pour orgue (2018)
- Brise Marine  pour soprano dramatique et piano (2016)
- Pater Noster pour soprano, alto, ténor et basse (2014)
- L'impronta di una foglia pour piano à quatre mains (2016)
- Sul profilo delle onde pour un percussionniste (2013)
- Clouds don't care if we fly higher pour l' ensemble (2014)
- Memoriam VII [9] pour voix de femme et piano (2010)
- Memoriam pour grand orchestre (2012)
- Dita Nël Lago pour violon et guitare électrique (2014)
- No Black No Fashion pour piano (2017)
- Eèa [20] for Si  clarinette - Clarinette basse et piano (2015)

## Discographie
Les enregistrements sélectionnés comprennent :
- Memoriam sur Nuova contemporanea
- Il carillon di Anjezë sur BAM international [21]
- Farewell ti Airon sur BAM international [22]
- No Black No Fashion sur BAM international [23]